# Little Snow Fairy Sugar
Little Snow Fairy Sugar (ちっちゃな雪使いシュガー, Chitchana Yukitsukai Shugā) est un anime, produit par J.C. Staff, licencié par Geneon Entertainment. Il est sorti en DVD, sous-titré, dans de nombreux pays.
Une adaptation en manga, dessiné par BH SNOW+CLINIC, est publiée au Japon par Kadokawa Shoten (3 volumes et 1 volume d'anthologie). Une adaptation en roman par Ichirō Ōkouchi est publiée par Fujimi Shobō (1 volume).

## Histoire
Saga trouve un jour une apprentie fée, Sugar.
Celle-ci va l'embarquer dans des aventures toute plus folles les unes que les autres, tout ça pour devenir une fée des neiges accomplie…

## Personnages

### Humains
- Saga

Saga, héroïne humaine de l'histoire, est une jeune fille de onze ans qui vit chez sa grand-mère, dans une ville de campagne où elle a passé son enfance. Sa mère est décédée trois ans avant l'histoire, et son père est inconnu du spectateur. Minutieuse, consciencieuse, elle est l'une des meilleures élèves de son école et prépare précisément les plannings de ses journées. De plus, elle travaille à temps partiel au café de M. Luchino. Sa vie paisible va être bouleversée un jour de pluie : voulant s'abriter, elle va trouver une étrange créature affamée affalée sur une caisse en bois. Elle va la nourrir et c'est à ce moment que tout va commencer.
- Norma

Norma est une des deux meilleures amies et camarades de classe de Saga. Elle est toujours cinq minutes en retard à leurs rendez-vous et a des goûts vestimentaires modernes. Elle a un tempérament plutôt joyeux et plein d'entrain et est toujours prête à aider ses amis.
- Anne

Anne est aussi une des meilleures amies de Saga. Elle est plutôt calme, en opposition au tempérament de Norma. Elle reste toujours avec Saga et Norma (c'est « le trio inséparable »).
- Greta

C'est la rivale de Saga. Elle est plutôt imbue de sa personne (mais va se rattraper) et lance sans cesse des défis pour tout et n'importe quoi à Saga. Aime se faire remarquer. Tient de son père.
- Regina

C'est la grand-mère de Saga qui vit avec elle depuis la mort de la mère de celle-ci. Elle aime énormément sa petite-fille et est une fameuse cuisinière (Sugar peut vous le confirmer).
- Phil

Camarde de classe et ami de Saga, il effectue sans cesse des expériences plutôt explosives. Saga l'aide parfois à récolter du matériel. Phil veut devenir un scientifique pour être admiré de tous et faire des choses incroyables. Il est plutôt amical et très enjoué  lorsqu'il s'agit d'une nouvelle invention.
- Alan

Il aide Phil dans ses expériences, parfois à contre-cœur. Il aime manger (tout comme ses petits frère).
- Jan

Il aide aussi Phil dans ses expériences et tente parfois d'y échapper. Tout comme Alan, c'est un des personnages que l'on connait le moins. Il aime le théâtre.
- M. Paul

C'est le copropriétaire du magasin de musique où se trouve le piano de la mère de Saga. Il permet à celle-ci de venir en jouer lorsque le patron n'est pas là et aime beaucoup la musique de la jeune fille.
- M. Luchino

C'est le patron du café où Saga travaille, il trouve que la jeune fille en fait beaucoup et lui répète sans cesse de faire des pauses ou lui permet de terminer plus tôt.
- Hanna-sensei

C'est le professeur de Saga et ses amis. Elle est très gentille avec ses élèves et a une tortue, Lancelot, qu'elle adore.
- Patron du magasin de musique

Il paraît plutôt sans cœur et dur, quand Saga va au magasin et qu'elle le voit, elle s'en va aussitôt. En vérité, lorsqu'elle va jouer "en cachette", il est au café de M. Luchino et écoute la jeune fille jouer.
- Kanon

C'est la fille d'une amie de la grand-mère de Saga. Elle a trois ans lorsqu'elle apparaît pour la première fois. Elle considère Saga comme sa deuxième mère et lui en fait voir de toutes les couleurs.

### Fées
- Sugar (Sucre)

C'est la première fée avec laquelle Saga établi un vrai contact. Sugar est plutôt gaffeuse mais travaille dur. Elle adore Saga et le lui montre bien, notamment par d'affectueux bisous. Elle désire devenir une fée de la neige aussi forte que sa mère et créer une neige douce et chaude.
- Salt (Sel)

Fée du Soleil (au départ), il choisira de devenir fée des nuages après avoir observé Turmeric travailler. Il apparaît en même temps que Pepper; ils sont tous deux dans la même "classe" que Sugar. N'aime pas trop qu'on lui fasse des bisous.
- Pepper (Poivre)

Fée du vent, elle est très douce et adore les animaux qu'elle aide autant qu'elle le peut. Elle a élu domicile dans un hôpital pour animaux. Elle est la première de la « classe » et la plus sage. Tempérament très calme et très doux.
- Basil (Basilique) & Cinnamon (Cannelle)

Fée du tonnerre et de la glace, ce sont les deux petits voyous de la classe. Ils aiment « faire leurs malins » et sont sans discipline. Ils parviendront pourtant à faire grandir leur fleur. Incitent Sugar devenir leur amie et à abandonner l'amitié de Saga à la suite de leur dispute dans l'épisode 6.
- Ginger (Gingembre)

C'est une fée des pluies et c'est la première fée que Saga aperçoit (bien qu'elle ne sache pas ce que c'était). Elle est attirée par Turmeric et est courtisée (pour sa malchance) par le vieux maître. Elle est chargée de faire la pluie dans la zone où vit Saga et accompagnera notamment les apprenties fées dans leur excursion de formation.
- Turmeric (Curcuma)

C'est une fée des nuages. Admiré par Salt et aimé par Ginger, il recherche le nuage parfait et est très connu parmi ses confrères. Il semble également apprécier Ginger.
- Le vieux maître

C'est le professeur de nos apprenties fée. Il utilise toutes les magies des fées mais n'y est pas très fort. La vraie raison de sa présence sur Terre est qu'il veut avouer son amour à Ginger. À ce niveau, il est plutôt pathétique et ridicule mais peut également être très sérieux quand la situation l'exige.

## Lieux
École de Saga.
Maison de Saga.
(et même la ville en général)

## Fiche technique
- Auteur : Haruka Aoi
- Réalisateur : Shin'ichirō Kimura
- Character design : Koge-Donbo, Keiko Kawashima
- Directeur artistique : Shichirō Kobayashi
- Directeur du son : Yōta Tsuruoka
- Musique : Nobuyoshi Mitsumune
- Animation : J.C. Staff

## Distribution

### Humains
- Saga : Masumi Asano
- Norma : Sawa Ishige
- Anne : Akiko Nakagawa
- Greta : Chinami Nishimura
- Regina : Chikako Akimoto
- Phil : Asami Sanada
- Alan : Jun Fukushima
- Jan : Yuko Sasamoto
- M. Paul : Yasunori Matsumoto
- M. Luchino : Kiyonobu Suzuki
- Hanna-sensei : Akiko Hiramatsu
- Kanon : Taeko Kawata

### Fées
- Sugar (Sucre) : Tomoko Kawakami
- Salt (Sel) : Tomo Saeki
- Pepper (Poivre) : Kaori Mizuhashi
- Basil (Basilique) : Yumiko Kobayashi
- Cinnamon (Cannelle) : Akiko Hiramatsu
- Ginger (Gingembre) : Kotono Mitsuishi
- Turmeric (Curcuma) : Kenji Nojima
- Le vieux maître : Fumihiko Tachiki

## Liste des épisodes
NB: Les titres français ne sont pas officiels.
| Ep  | Title japonais (Romaji)                                      | anglais                                   | français                                            |
| --- | ------------------------------------------------------------ | ----------------------------------------- | --------------------------------------------------- |
| 1   | サガ、シュガーと出会う (Saga, Sugar to deau)                 | Saga Meets Sugar                          | Saga rencontre Sugar                                |
| 2   | ちっちゃなルームメイト (Chitchana roommate)                  | An Itsy-Bitsy Roommate                    | Une petite compagnonne de chambre                   |
| 3   | きらきら、ぽかぽか、ふわふわ (Kirakira, pokapoka, fuwafuwa)  | Twinkle-Twinkle, Comfy-Warm, Puffy-Fluffy | Éclat - Éclat, Confortable - Chaud, bouffi - Soyeux |
| 4   | 「きらめき」はどこ? ("Kirameki" wa doko?)                    | Where Are The "Twinkles"?                 | Où sont les "éclats"?                               |
| 5   | 長老さま現る!! (Chōrō-sama arawaru!!)                        | The Elder Arrives!!                       | Le Vieux Maître arrive !                            |
| 6   | ゴメンねがいえなくて (Gomenne ga ienakute)                   | I Couldn't Say Sorry                      | Je ne pourrais pas dire désolé                      |
| 7   | 心をつなぐメロディー (Kokoro wo tsunagu melody)              | Heart Joining Melody                      | Le cœur rejoint la mélodie                          |
| 8   | 夢のカタチ (Yume no katachi)                                 | The Shape of Dreams                       | La Forme des rêves                                  |
| 9   | クマのピアニスト (Kuma no pianist)                           | The Bear Pianist                          | L'ours pianiste                                     |
| 10  | バックステージハプニング (Backstage happening)               | A Backstage Happening                     | Un événement en coulisses                           |
| 11  | あたしの好きなピアノ (Atashi no suki na piano)               | My Favorite Piano                         | Mon piano préféré                                   |
| 12  | さよなら、クマさん (Sayonara, kuma-san)                      | Goodbye, Mr. Bear                         | Au revoir, M. Ours                                  |
| 13  | 「きらめき」みつけた!? ("Kirameki" mitsuketa!?)              | A "Twinkle" Found!?                       | Un éclat trouvé!?                                   |
| 14  | ペッパーとカメさんの夢 (Pepper to Kame-san no yume)          | Pepper and The Dream of Mr. Turtle        | Pepper et le rêve de M. Tortue                      |
| 15  | ちっちゃなお客さま (Chitchana okyaku-sama)                   | The Tiny Guest                            | La petite invitée                                   |
| 16  | 遠いまちの初雪 (Tooi machi no hatsuyuki)                     | The Faraway Town's First Snow             | La première neige de la ville lointaine             |
| 17  | シュガーを待ちながら (Sugar wo machinagara)                  | While Waiting for Sugar                   | En attendant Sugar                                  |
| 18  | おまつり、ワッホー! (Omatsuri, wahhō!)                       | Festival! Waffo!                          | Festival, Waffo !                                   |
| 19  | ふたりだけの思い出 (Futari dake no omoide)                   | One Memory for Two                        | Un souvenirs pour deux                              |
| 20  | 消えちゃった約束 (Kiechatta yakusoku)                        | The Vanished Promise                      | Promesse disparue                                   |
| 21  | ひとりぼっちのふたり (Hitoribotchi no futari)                | The Lonely Two                            | Deux seuls                                          |
| 22  | ゴメンね、シュガー (Gomenne, Sugar)                          | I'm sorry, Sugar                          | Je suis désolée, Sugar                              |
| 23  | ミューレンブルクの小さな奇跡 (Mühlenburg no chiisana kiseki) | Tiny Miracle at Muhlenburg                | Le petit miracle de Mühlenburg                      |
| 24  | あたしはここにいるよ (Atashi wa koko ni iruyo)               | I'm Right Over Here                       | Je suis là                                          |
| Sp1 | その胸にあるもの 前編 (Sono mune ni arumono Zen-pen)         | What's In Your Heart (Part 1)             | Ce qui est dans le cœur (Partie 1)                  |
| Sp2 | その胸にあるもの 後編 (Sono mune ni arumono Kō-hen)          | What's In Your Heart (Part 2)             | Ce qui est dans le cœur (Partie 2)                  |

,